# ジェフリー・ウィルキンソン
サー・ジェフリー・ウィルキンソン（Geoffrey Wilkinson, 1921年7月14日 – 1996年9月26日）は、イギリスの化学者。1973年、有機金属錯体に関する研究の功績で、エルンスト・オットー・フィッシャーと共にノーベル化学賞を受賞した。

## 生涯
ヨークシャー州トッドモーデンに近いスプリングサイドの村に生まれた。父親（彼の名もまたジェフリーであった）は家屋を塗装・装飾する職人の棟梁で、母親は綿織工場で働いていた。ジェフリーのおじの1人はオルガン奏者・聖歌隊指揮者だったが、彼の家族は製薬工業用のエプソム塩やグラウバー塩（Epsom's salt, Glauber's salt, それぞれ硫酸マグネシウムと硫酸ナトリウムのこと）を作る化学会社を所有していた。ジェフリーにとって、これが初めて化学に興味を持つきっかけになった。
公立の小学校で教育を受け、1932年に州の奨学金を獲得してトッドモーデンの中学校に進学した。このとき彼に物理学を教えたのは、「原子の分割」で後にノーベル賞を受賞したジョン・コッククロフト卿が教えを受けたのと同じ教師であった。
1939年に国からの奨学金を受けてインペリアル・カレッジ・ロンドンに入学し、1941年に卒業した。1942年、核エネルギーを研究する若い化学者を募集していたフレデリック・ペイナス (Friedriech A. Paneth) 教授のグループに加わり、カナダのモントリオールに渡った。後にチョーク・リバー研究所に移り、1946年にそこを去った。次の4年間、カリフォルニア州バークレーのグレン・シーボーグ教授の下で原子核の分類について研究を行った。それからマサチューセッツ工科大学で研究員となり、彼が学生の頃に初めて興味を持った対象、すなわちカルボニル錯体やオレフィン錯体などの遷移金属錯体に再び興味を持ち始めた。
その後、1951年の9月から1955年の12月までハーバード大学に籍を置き、その間9か月の研究休暇をコペンハーゲンで過ごした。ハーバード大学ではコバルト上のプロトンの励起関数という核化学の分野での研究を続けていたが、既にオレフィン錯体の研究も始めていた。1952年、ロバート・バーンズ・ウッドワードと共にフェロセンの正確な構造を提案し、メタロセンの研究に先鞭を付けた。
1955年6月、ロンドン大学インペリアル・カレッジの無機化学講座の教授に任命され、遷移金属錯体の研究を本格的に始めた。
ウィルキンソンはウィルキンソン触媒の発明者としてよく知られる。これは化学工業においてアルケンを水素化してアルカンを合成する際に用いられる。
1965年王立協会フェロー選出。1981年ロイヤル・メダル、1996年デービーメダル受賞。
ウィルキンソンは結婚しており、2人の娘がいた。1996年の9月26日に死去した。